# Alagoinhas (gemeente)
Alagoinhas is een gemeente in de Braziliaanse deelstaat Bahia. De gemeente telt 155.979 inwoners (schatting 2017).

## Aangrenzende gemeenten
De gemeente grenst aan Araçás, Aramari, Catu, Entre Rios, Inhambupe en Teodoro Sampaio.

## Verkeer en vervoer
De plaats ligt aan de noord-zuidlopende weg BR-101 tussen Touros en São José do Norte. Daarnaast ligt ze aan de wegen BR-110 en BA-504.